# Shane Mackinlay
Shane Anthony Mackinlay (ur. 5 czerwca 1965 w Brunswick) – australijski duchowny katolicki, biskup Sandhurst w latach 2019-2025, arcybiskup Brisbane (nominat). 

## Życiorys

### Prezbiterat
Święcenia kapłańskie przyjął 6 września 1991 i został inkardynowany do diecezji Ballarat. Pracował głównie jako duszpasterz parafialny, był także m.in. sekretarzem biskupim oraz wykładowcą Catholic Theological College w Melbourne.

### Episkopat
23 lipca 2019 roku został mianowany przez papieża Franciszka biskupem diecezji Sandhurst. Sakry udzielił mu 16 października 2019 metropolita Melbourne - arcybiskup Peter Comensoli. 
18 czerwca 2025 papież Leon XIV przeniósł go na urząd arcybiskupa metropolity archidiecezji Brisbane. 